# جوزيف باسيت هولدر
جوزيف باسيت هولدر (بالإنجليزية: Joseph Bassett Holder)‏ هو عالم طيور أمريكي، ولد في 26 أكتوبر 1824 في لين في الولايات المتحدة، وتوفي في 1888 في نيويورك في الولايات المتحدة.